# حسنف
حَسَنُف  جماعت و شهرکی در کشور تاجیکستان است که در ناحیهٔ شهر نو ناحیه‌های تابع جمهوری قرار دارد. جمعیت این جماعت ۲۱٬۰۴۶ است.